# Saint Vincent Land So Beautiful

Saint Vincent Land So Beautiful est l'hymne national de Saint-Vincent-et-les-Grenadines depuis 1979,.

## Histoire
La chanson a été chantée pour la première fois en 1967. Elle a été adoptée comme hymne national lors de l'indépendance en 1979. Les paroles ont été écrites par Phyllis Joyce McClean Punnett et la musique par Joel Bertram Miguel.

## Paroles
1
Saint Vincent, Land so beautiful,
With joyful hearts we pledge to thee
Our loyalty and love and vow
To keep you ever free.
Refrain
What e'er the future brings,
Our faith will see us through.
May peace reign from shore to shore,
And God bless and keep us true.
2
Hairoun, Our fair and blessed Isle,
Your mountains high, so clear and green,
Are home to me, though I may stray,
A haven, calm, serene.
3
Our little sister islands are
Those gems, the lovely Grenadines,
Upon their seas and golden sands
The sunshine ever beams.

### Sources
- (en) Cet article est partiellement ou en totalité issu de l’article de Wikipédia en anglais intitulé « Saint Vincent, Land so beautiful » (voir la liste des auteurs).
- (en) « Hymne national de Saint-Vincent-et-les-Grenadines », sur www.gov.vc, Gouvernement de Saint-Vincent-et-les-Grenadines (consulté le 24 novembre 2015)